# 다이론 로블레스
다이론 로블레스(Dayron Robles, 1986년 11월 9일 ~ )는 110m 허들을 주종목으로 하는 쿠바의 육상 선수다.
2007년 12초 92로 시즌 최고 기록을 달성하며 두각을 나타내기 시작했고 2008년 6월 12일에는 체코 오스트라바에서 12초 87의 세계신기록을 세우며 2004년 아테네 올림픽 금메달리스트 류샹의 강력한 대항마로 떠올랐다. 2008년 8월, 베이징 올림픽에서 류샹과 올림픽 금메달을 놓고 각축전을 벌일 것으로 기대됐으나, 류샹이 예선전에서 다리 부상으로 기권하면서 류샹과의 대결은 무산되고 말았다. 강력한 경쟁자인 류샹이 없는 가운데 이후 경기에 임한 로블레스는 12초 93의 기록으로 가볍게 금메달을 따냈다.
2011년 대구에서 열린 세계 육상 선수권 대회에서 금메달을 획득하였나 옆 라인에서 경기하던 류샹의 진로를 방해한 것으로 밝혀져 금메달을 박탈당하였다. 2012년 런던 올림픽에도 나가 110m 허들 결승전 진출에 성공하였으나 햄스트링으로 기권하고 말았다.

## 성적

### 주요 대회 성적
| 날짜            | 종목      | 대회                 | 장소                  | 순위 | 기록    | 기타          |
| 2003년 7월 11일 | 110m 허들 | 세계유스육상선수권   | 캐나다 셔브룩         | 6위  | 13초 91 |               |
| 2004년 7월 18일 | 110m 허들 | 세계주니어육상선수권 | 이탈리아 그로세토     | 2위  | 13초 77 |               |
| 2006년 3월 11일 | 60m 허들  | 세계실내육상선수권   | 러시아 모스크바       | 2위  | 7초 46  |               |
| 2006년 9월 9일  | 110m 허들 | 세계육상파이널       | 독일 슈투트가르트     | 2위  | 13초 00 |               |
| 2006년 7월 26일 | 110m 허들 | 중미카리브해게임     | 콜롬비아 카르타헤나   | 1위  | 13초 12 | 대회 신기록   |
| 2007년 8월 31일 | 110m 허들 | 세계육상선수권       | 일본 오사카           | 4위  | 13초 15 |               |
| 2007년 9월 23일 | 110m 허들 | 세계육상파이널       | 독일 슈투트가르트     | 1위  | 12초 92 | 시즌 최고기록 |
| 2008년 6월 12일 | 110m 허들 | 골든 스파이크        | 체코 오스트라바       | 1위  | 12초 87 | 세계 신기록   |
| 2008년 8월 21일 | 110m 허들 | 베이징 올림픽        | 중화인민공화국 베이징 | 1위  | 12초 93 |               |

### 개인 최고 기록
| 종목      | 실내/실외 | 날짜            | 장소            | 기록        |
| 50m 허들  | 실내      | 2008년 2월 21   | 스웨덴 스톡홀름 | 6초 39      |
| 60m 허들  | 실내      | 2008년 2월 8일  | 독일 뒤셀도르프 | 7초 33      |
| 110m 허들 | 실외      | 2008년 6월 12일 | 체코 오스트라바 | 12초 87(WR) |

## 같이 보기
- IAAF 프로필